# دهستان کبگان
زیارت، دهستانی است از توابع بخش کاکی شهرستان دشتی در استان بوشهر جنوب ایران.
مرکز این دهستان روستای زیارت ساحلی است.

## جمعیت
براساس سرشماری سال ۱۳۸۵ جمعیت آن ۴٬۸۵۰ نفر (۱٬۱۳۸ خانوار) بوده‌است.